# Voria ruralis
Voria ruralis är en tvåvingeart som först beskrevs av Fallen 1810.  Voria ruralis ingår i släktet Voria och familjen parasitflugor. Arten är reproducerande i Sverige. Inga underarter finns listade i Catalogue of Life.